# Kylie (àlbum)
Kylie és l'àlbum debut de la cantant australiana Kylie Minogue. Va ser publicat el 4 de juliol de 1988.
La majoria de cançons de l'àlbum són estil "dance-pop", i només conté dues balades anomenades "It's No Secret" i "I Miss You".